# Зыков, Александр Маркович
Александр Маркович Зыков (род. 28 октября 1945, Энгельс) — советский и российский режиссёр, заслуженный деятель искусств РФ (1995), народный артист России (2002).

## Биография
Родился 28 октября 1945 года в городе Энгельсе Саратовской области.
В 1975 году — окончил режиссёрский факультет ГИТИСа.
Некоторое время работал ассистентом у Романа Виктюка.
Затем в 1975—1978 годах — работал режиссёром Пензенского областного драматического театра им. А. В. Луначарского.
В 1978—1987 годах — работал главным режиссёром Оренбургского областного драматического театра им. М. Горького.
С 1987 года по 2006 год — художественный руководитель Норильского Заполярного театра драмы им. Вл. Маяковского.
Под его руководством этот театр был удостоен многочисленных наград, в том числе и зарубежных, например, европейской премии «Золотая пальма» (1998).
В 2006—2013 годах являлся главным режиссёром Новосибирского академического театра драмы «Красный факел».

### Семья
Женат, имеет троих сыновей.